# 孟加拉國什葉派伊斯蘭教
什葉派穆斯林，在孟加拉國占大約2％的人口。許多孟加拉國什葉派穆斯林屬於比哈爾人社區。儘管什葉派人數很少，但紀念阿里的兒子哈珊和胡賽因殉難的活動仍被遜尼派廣泛注意。胡賽尼達蘭是孟加拉國最大和最主要的什葉派清真寺。

## 歷史
大多數什葉派移民是由伊朗和阿拉伯地區移民到南亞繁榮，並在各種穆斯林蘇丹國和後來的莫臥兒帝國獲得高位。莫臥兒帝國還傾向於聘請沒有當地利益的外國穆斯林官員，因此忠於莫臥兒皇帝。孟加拉的所有納瓦卜都是什葉派穆斯林。

## 莫臥兒帝國時期
從1717年到1880年，三個連續的什葉派王朝-納西里，阿夫沙爾和納傑菲 - 統治著當時所謂的孟加拉。
第一個王朝，納西里王朝，從1717年統治到1740年.納西里王朝的創始人，穆爾希德·古里汗，是一個出身德干高原貧窮的奧里薩人婆羅門，他被賣給名來自伊斯法罕的波斯商人哈吉·夏非·伊斯法罕尼當作奴隸，後來信仰什葉派伊斯蘭教。他進入了莫臥兒皇帝奧朗則布軍隊的服役，並在1717年成為孟加拉的納瓦下，直到他於1727年去世。他的職位由他的女婿舒賈·烏德丁·穆罕默德汗繼承。在舒賈·烏德丁·穆罕默德汗於1739年去世後，他的兒子薩爾法拉茲汗繼承了他的職位，直到1741年他在吉里亞戰役中被殺，並由前任巴特那統治者阿里威爾迪汗接替。
第二個王朝，阿夫沙爾王朝於1740年由阿里威爾迪汗成立，統治到1757年。最後一位阿夫沙爾納瓦下Siraj ud-Daulah，在1757年普拉西戰役被英國殺害。 
最後一個什葉派王朝即納傑菲，在1757年6月由米爾·賈法爾成立，1880年11月英國廢除了這個職位，曼蘇爾·阿里汗是最後的孟加拉納瓦卜。

## 東巴基斯坦
巴基斯坦奠基人穆罕默德·阿里·真納是一位什葉派伊斯瑪儀派穆斯林，雖然他後來改宗十二伊瑪目派。